# Saison 6 de True Blood
Chronologie
Saison 5 Saison 7
Cet article présente les dix épisodes de la sixième saison de la série télévisée américaine True Blood. Cette saison a été diffusée du 16 juin 2013 au 18 août 2013 sur HBO.

## Généralités
La série décrit la coexistence entre les humains et les vampires, récemment révélés à la face du monde : à la suite de la mise au point par des scientifiques japonais du Tru Blood, un sang synthétique, les vampires ont fait leur « coming out » à travers le monde, et tentent désormais de s'intégrer à la population. C'est dans ce contexte que Sookie Stackhouse, une jeune serveuse télépathe, rencontre Bill Compton, un vampire de 173 ans dont elle est incapable d'entendre les pensées ; mais cette relation n'est pas vue d'un très bon œil dans la petite bourgade de Bon Temps, où le racisme anti-vampires augmente au fur et à mesure que les meurtres se succèdent.

## Synopsis
Eric et Sookie cherchent désespérément à quitter le QG de l'Autorité pour échapper à Bill, toujours couvert de sang. Sam, Emma et Luna parviennent également à s'échapper de l'Autorité mais cette dernière meurt après s'être transformée en Steve Newlin. Après avoir quitté le groupe, Jason a marché une bonne distance et fait du stop dans l'espoir de rejoindre Bon Temps, et un mystérieux vieil homme, ayant des liens profonds avec Sookie et Jason, s'arrête. Au Fangtasia, les hommes du gouverneur de Louisiane demandent la fermeture du bar en pointant leurs armes sur Pam et sur Tara, mais celle-ci ne compte pas se laisser faire. De son côté, Alcide, à la suite de la mort de JD, est devenu chef de meute.

## Distribution

### Acteurs principaux
- Anna Paquin (V. F. : Chloé Berthier) : Sookie Stackhouse
- Stephen Moyer (V. F. : Damien Boisseau) : Bill Compton
- Sam Trammell (V. F. : Alexis Victor) : Sam Merlotte
- Ryan Kwanten (V. F. : Axel Kiener) : Jason Stackhouse
- Rutina Wesley (V. F. : Sophie Riffont) : Tara Thornton
- Alexander Skarsgård (V. F. : Nessym Guetat) : Eric Northman
- Chris Bauer (V. F. : Gilles Morvan) : Andy Bellefleur
- Kristin Bauer (V. F. : Dominique Vallée) : Pam De Beaufort
- Lauren Bowles (V. F. : Anne Deleuze) : Holly Cleary
- Nelsan Ellis (V. F. : Lucien Jean-Baptiste) : Lafayette Reynolds
- Lucy Griffiths (V. F. : Audrey Sablé) : Nora Gainesborough
- Joe Manganiello (V. F. : Arnaud Arbessier) : Alcide Herveaux
- Carrie Preston (V. F. : Véronique Alycia) : Arlene Fowler
- Deborah Ann Woll (V. F. : Stéphanie Lafforgue) : Jessica Hamby

### Acteurs récurrents
- Rutger Hauer (V. F. : Hervé Bellon) : Niall Brigant[4]
- Anna Camp (V. F. : Karine Foviau) : Sarah Newlin[5]
- Jurnee Smollett (V. F. : Laëtitia Lefebvre) : Nicole Wright[6]
- Robert Kazinsky (V. F. : Franck Monsigny) : Ben Flynn / Warlow
- Robert Patrick (V. F. : Michel Vigné) : Jackson Herveaux
- Arliss Howard (V. F. : Stéfan Godin) : le sénateur Truman Burrell
- Michael McMillian (V. F. : Guillaume Lebon) : Steve Newlin
- Amelia Rose Blaire (V. F. : Marie Tirmont) : Willa Burrell
- John Fleck (V. F. : Pierre Londiche) : Dr Overlark
- Keone Young (V. F. : Patrick Raynal) : Hido Takahashi
- Luke Grimes (V. F. : Jean-Baptiste Marcenac) : James
- Karolina Wydra (V. F. : Pauline de Meurville) : Violet
- Bailey Noble (en) (V. F. : Nastassja Girard) : Adilyn Bellefleur
- Pruitt Taylor Vince (V. F. : Vincent Grass) : Finn
- Tamlyn Tomita (V. F. : Isabelle Leprince) : Ms. Suzuki

### Invités
- Janina Gavankar (V. F. : Géraldine Asselin) : Luna Garza
- Marina Benedict : Veronica
- Ezra Masters : un garde de l'Autorité
- Andrew Thacher : agent Innes
- Danielle Yu : Somchai
- Jordan Monaghan : une fée
- Shaun Brown : Bruce
- Linn Bjornland : la mère de Niall
- Cathryn de Prume : la mère de Ben
- Stacy Haiduk : Jenny
- Elena Kolpachikova : une fée de la famille royale
- Rebecca McFarland : Maggie
- Carotta Mohlin : capitaine de la garde de l'Autorité
- Christine Scherer : fille occupée
- Brett R. Miller : homme faisant partie du groupe anti-vampire
- Bailey Noble (en) : une fée de 18 ans
- Natalie Dreyfuss : fée
- David Landry : garde de prison
- Troy Vincent : scientifique de laboratoire
- Ingo Meuhaus : garde de prison
- Brianne Davis : Belinda

## Production

### Développement
Le 2 juillet 2012, la série a été renouvelée pour cette sixième saison.

### Tournage
Le tournage de cette saison a commencé le 7 janvier 2013, plus tard que la plupart des autres saisons en raison de la grossesse d'Anna Paquin.[réf. souhaitée]

## Liste des épisodes

### Épisode 1:Qui es-tu vraiment?
- États-Unis : 16 juin 2013 sur HBO[8]
- France : 16 novembre 2013 sur OCS Max[9]

- États-Unis : 4,52 millions de téléspectateurs[10] (première diffusion)

### Épisode 2:Le Soleil
- États-Unis : 23 juin 2013 sur HBO
- France : 16 novembre 2013 sur OCS Max[9]

- États-Unis : 4,08 millions de téléspectateurs[11] (première diffusion)

### Épisode 3:Tu n'es pas bon
- États-Unis : 30 juin 2013 sur HBO
- France : 23 novembre 2013 sur OCS Max[9]

- États-Unis : 3,94 millions de téléspectateurs[12] (première diffusion)

### Épisode 4:Je suis ton homme
- États-Unis : 7 juillet 2013 sur HBO
- France : 23 novembre 2013 sur OCS Max[9]

- États-Unis : 4,14 millions de téléspectateurs[13] (première diffusion)

### Épisode 5:Envoie la souffrance se faire voir
- États-Unis : 14 juillet 2013 sur HBO
- France : 30 novembre 2013 sur OCS Max[9]

- États-Unis : 4,54 millions de téléspectateurs[14] (première diffusion)

### Épisode 6:Ne me sens-tu pas?
- États-Unis : 21 juillet 2013 sur HBO
- France : 30 novembre 2013 sur OCS Max[9]

- États-Unis : 4,47 millions de téléspectateurs[15] (première diffusion)

Warlow sauve Sookie de l'esprit de son père avant d'être rappelé par Bill. Sookie l'emmène donc vers le monde des fées. Jason s'engage dans la brigade anti-vampires pour sauver Jessica. Sam prépare sa fuite et se demande s'il doit tenir ses promesses envers Luna et Emma alors qu'il est traqué par la meute d'Alcide. Sam décide donc de rendre Emma à sa grand-mère et Alcide demande à Sam de quitter l'État en lui mentionnant qu'il ne pourra assurer sa sécurité si un des membres de sa meute le "sentait". L'état de Terry inquiète Arlene et elle le fait hypnotiser par un vampire pour qu'il en oublie ses problèmes relatifs à la guerre et les meurtres qu'il a commis. Malgré tout, celui-ci meurt assassiné juste derrière le restaurant Merlotte par un de ses confrères de la guerre. Bill boit du sang de Warlow qui lui permet de sortir de jour. Il se dirige donc vers la résidence du gouverneur Burrell, il le mord et le décapite. Ce dernier ne voulant pas lui mentionner où se trouve le « camp » de vampires. Eric a réussi à se défaire de ses liens et tente de réunir les autres prisonnières (Jessica, Pam, Tara, Willa et Nora) pour s'enfuir du camp. En cherchant les autres détenues, il tombe sur une production de Tru Blood qui est injectée avec le virus de l'hépatite pour enrayer les vampires.

### Épisode 7:Les Funérailles
- États-Unis : 28 juillet 2013 sur HBO
- France : 7 décembre 2013 sur OCS Max[9]

- États-Unis : 4,36 millions de téléspectateurs[16] (première diffusion)

Eric tente désespérément de sauver Nora d'une mort atroce due à l'hépatite V qui lui a été injectée sur ordre du gouverneur Burrell. Après s'être échappé du camp d'expérimentation, Eric se tourne vers Bill. Malgré son bon vouloir, celui-ci ne réussit pas à sauver la sœur d'Eric. Après avoir espéré que Bill ramènerait Warlow pour faire boire de son sang à Nora, celle-ci finit par se transformer en une mare de sang dans les bras d'Eric, dévasté.
De son côté, Sarah Newlin est plus que convaincue de sa tâche divine en découvrant la tête du gouverneur Burrell, dont elle jure de poursuivre le travail. Pour conserver l'avantage, elle décide de ne pas ébruiter la mort du gouverneur et de prendre les rênes du mouvement anti-vampires. Son premier geste est de livrer Jason à des vampires assoiffés, mais une vampire, visiblement puissante, du nom de Violet, décrète que Jason est sien.
Pendant ce temps, Jessica fait l'amour avec James. Torturée par ses remords, c'est la seule méthode qu'elle a trouvé pour se rapprocher de la pureté et de l'humanité.

### Épisode 8:La Mort dans la peau
- États-Unis : 4 août 2013 sur HBO
- France : 14 décembre 2013 sur OCS Max[9]

- États-Unis : 4,17 millions de téléspectateurs[17] (première diffusion)

- Crédités guest starring :
- Courtney Ford : Portia Bellefleur
- Karolina Wydra : Violet

Sookie a un dilemme majeur : elle doit décider si oui ou non elle va faciliter un accord entre Warlow et Bill. Le sang de Warlow pourrait permettre aux vampires de marcher au soleil, mais, en échange, Sookie doit être à lui, pour toujours, en devenant à son tour vampire et fée.
Eric porte le deuil de sa sœur bien-aimée, Nora, qui a rencontré la mort ultime.
Bill, lui, a une chance de sauver Jessica et les autres retenus au camp d'expérimentation. Par ailleurs, Jason se rapproche de Violet, la vampire qui a sauvé Tara et Jessica quand les autres voulaient les attaquer.
Sarah franchit la ligne pour que le TruBlood soit accepté part tout le monde : ceux qui refusent d'en prendre seront amenés au soleil.

### Épisode 9:Hymne à la vie
- États-Unis : 11 août 2013 sur HBO
- France : 21 décembre 2013 sur OCS Max[9]

- États-Unis : 4 millions de téléspectateurs[18] (première diffusion)

La pression ne fait que monter pour les habitants de Bon Temps. La vision horrifique de Bill s'est réalisée, mais grâce au sang d'Eric, qui a vidé Warlow, Bill a pu réussir à sauver les vampires emprisonnés condamnés à rencontrer le soleil. Seul un vampire n'a pas su survivre à la prémonition de Bill : Steve Newlin. Lilith semble avoir préparé le futur de Bill, et leur interaction ne sera pas plaisante. Celle-ci a envoyé ses trois messagères pour rencontrer Bill dans la salle pour rencontrer le soleil, leur disant que son temps sur Terre est terminé. Bill leur a répondu qu'il allait nulle part et, grâce à Jessica et James, il a réussi à garder cette promesse.

### Épisode 10:Il faut sauver la population
- États-Unis : 18 août 2013 sur HBO
- France : 28 décembre 2013 sur OCS Max[9]

- États-Unis : 4,14 millions de téléspectateurs[19] (première diffusion)

Le mariage de Sookie et de Warlow ne s'est pas déroulé comme prévu : Warlow a dévoilé son vrai visage ainsi que ses véritables futures intentions envers sa future mariée. En utilisant la lumière d'Adilyn et le caractère de Violet, Bill, Jason et Andy ont pu se retrouver dans le monde des fées pour sauver Sookie de son fiancé diabolique. La bagarre a atterri chez les Stackhouse où Niall est réapparu pour aider Jason dans sa mission : tuer Warlow une fois pour toutes.
L'effet du sang de Warlow s'est arrêté, ce qui a forcé le retour aux ombres des vampires. Cette transition s'est avérée spécialement difficile pour Eric, en train de bronzer nu sur une montagne de Suède : celui-ci prend feu à cause de cet effet.